# Paris-Saclay

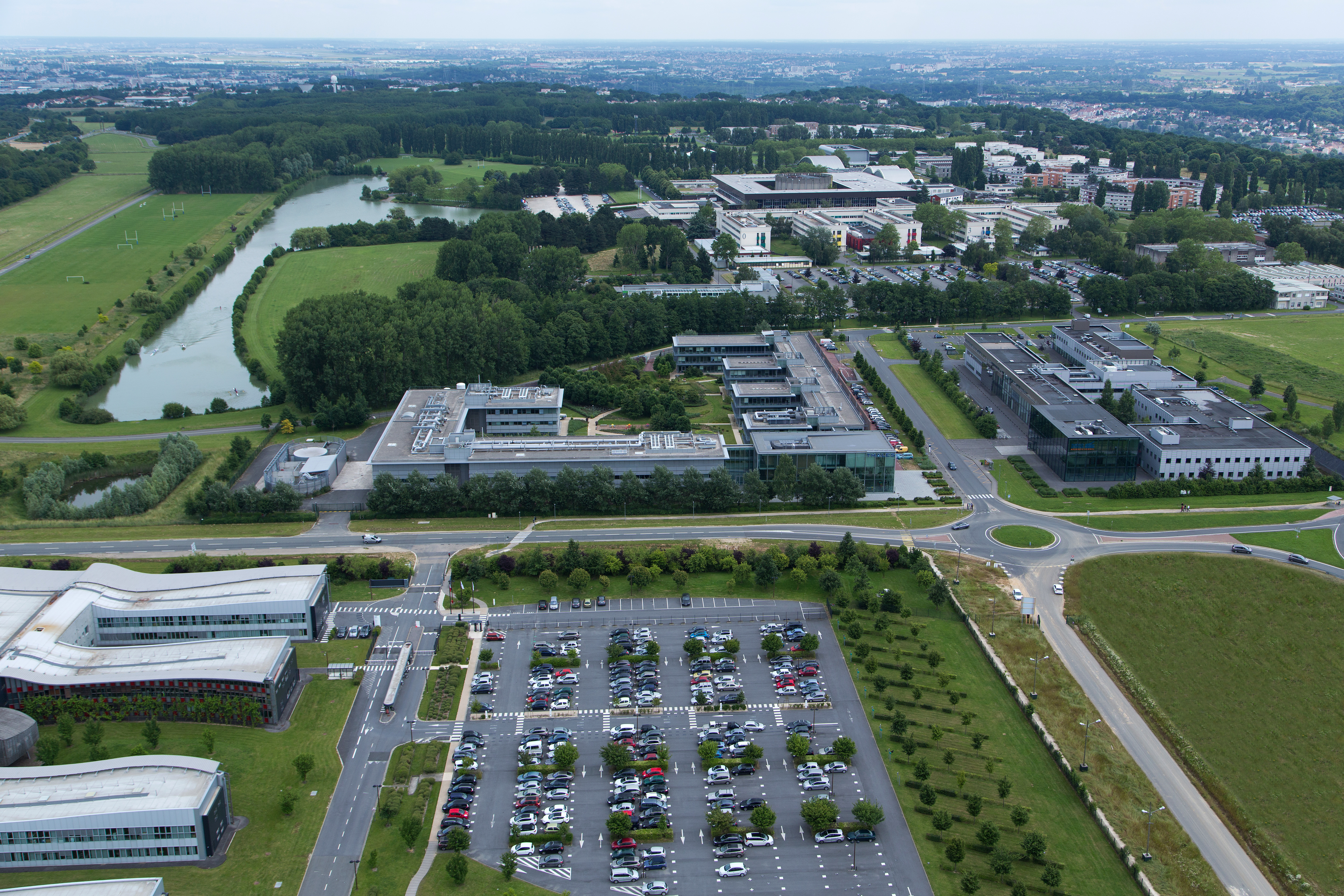
Widok na kampus École polytechnique z lotu ptaka

Paris-Saclay – park naukowo-technologiczny w pobliżu Saclay, w regionie Île-de-France. Obejmuje instytucje badawcze, dwa uniwersytety z instytucjami szkolnictwa wyższego (grandes écoles), a także ośrodki badawcze firm prywatnych. W 2013 Technology Review umieścił Paris-Saclay wśród 8 najlepszych klastrów badawczych na świecie'. W 2014 roku obejmował prawie 15% francuskiego potencjału naukowo-badawczego.
Najwcześniejsze budynki pochodzą z lat 50. XX wieku, a obszar ten powiększał się kilkakrotnie w latach 70. i 2000. XX wieku.
Obszar ten jest obecnie siedzibą wielu największych europejskich firm high-tech, a także dwóch francuskich uniwersytetów: Université Paris-Saclay (CentraleSupélec, ENS Paris-Saclay itp.) oraz Institut polytechnique de Paris (École polytechnique, Télécom ParisTech, HEC Paris itp.). W rankingu ARWU 2020, Université Paris-Saclay zajmuje 14 miejsce na świecie pod względem matematyki i 9 miejsce na świecie pod względem fizyki (1 miejsce w Europie).
Celem parku było stworzenie międzynarodowego centrum nauki i technologii, które mogłoby konkurować z innymi ośrodkami zaawansowanych technologii, takimi jak Silicon Valley czy Cambridge, MA.